# جهنسن سیتی (اورگن)
جهنسن سیتی (به انگلیسی: Johnson City) شهری در شهرستان کلکمس ایالت اورگن است و در سرشماری سال ۲۰۱۱ میلادی، ۵۶۶ نفر جمعیت داشته که نسبت به سال ۲۰۱۰، −۰٫۱۸ درصد رشد جمعیت داشته‌است.